# Ídolo de Pomos

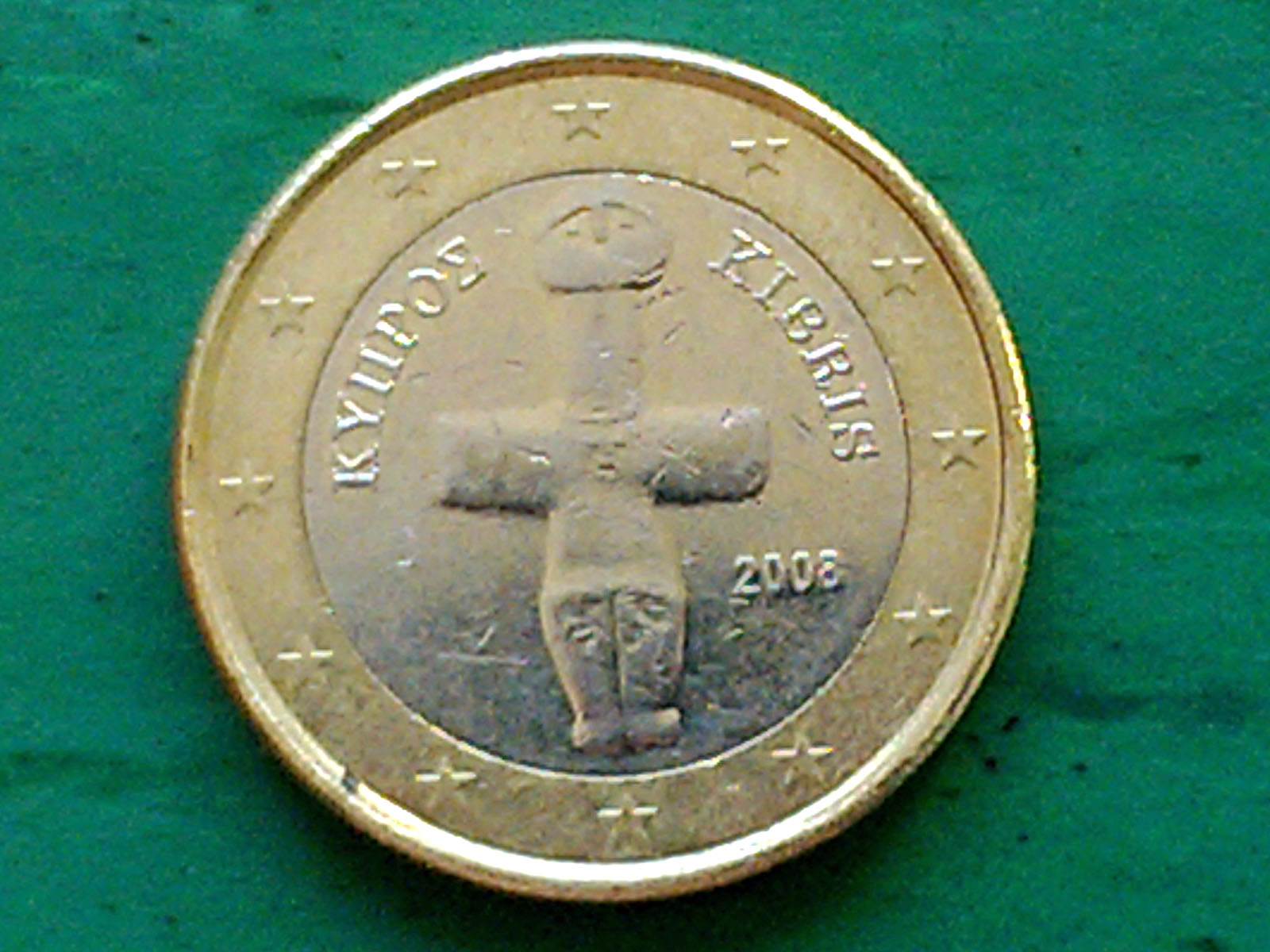
Ídolo de Pomos en la moneda chipriota de un euro.

El Ídolo de Pomos es una estatuilla cruciforme datada en el período calcolítico chipriota (ca. 3.000 a. C.). Fue hallado en Pomos, una aldea en el distrito de Pafos. Se conserva en el Museo Arqueológico de Chipre, en Nicosia.

## Simbolismo
La escultura representa a una mujer con los brazos extendidos. Probablemente se utilizó como un símbolo de fertilidad. Se han encontrado muchas esculturas similares en la isla de Chipre.

## Monedas de Euro
Cuando el 1 de enero de 2008 Chipre introdujo el Euro como moneda de uso corriente, el diseño elegido para las monedas de 1€ y 2€ incluyen un dibujo del Ídolo de Pomos.